# Liste der Minister für Staatsunternehmen Namibias
Dies ist eine Liste der Minister für Staatsunternehmen Namibias (englisch Minister of Public Enterprises) im Ministerium für Staatsunternehmen. Das Ministerium wurde 2015 gegründet ging Ende 2022 im Finanzministerium auf.

## Minister
| Nr.                                                                                    | Foto                                                          | Name                                                          | Lebensdaten                                                   | Partei                                                        | Kabinett                                                      | Amtszeit (Beginn)                                             | Amtszeit (Ende)                                               |
| Minister für Staatsunternehmen Minister of Public Enterprises                          | Minister für Staatsunternehmen Minister of Public Enterprises | Minister für Staatsunternehmen Minister of Public Enterprises | Minister für Staatsunternehmen Minister of Public Enterprises | Minister für Staatsunternehmen Minister of Public Enterprises | Minister für Staatsunternehmen Minister of Public Enterprises | Minister für Staatsunternehmen Minister of Public Enterprises | Minister für Staatsunternehmen Minister of Public Enterprises |
| -------------------------------------------------------------------------------------- | ------------------------------------------------------------- | ------------------------------------------------------------- | ------------------------------------------------------------- | ------------------------------------------------------------- | ------------------------------------------------------------- | ------------------------------------------------------------- | ------------------------------------------------------------- |
| 01                                                                                     |                                                               | Leon Jooste                                                   | * 1969                                                        | SWAPO                                                         | Geingob I                                                     | 2015                                                          | 2020                                                          |
| 01                                                                                     | Geingob II                                                    | Leon Jooste                                                   | * 1969                                                        | SWAPO                                                         | 2020                                                          | 2022                                                          |                                                               |
|                                                                                        |                                                               | Iipumbu Shiimi (interimistisch)                               | * 1970                                                        | SWAPO                                                         | Geingob II                                                    | 2022                                                          | 2022                                                          |
| Minister für Finanzen und Staatsunternehmen Minister of Finance and Public Enterprises |                                                               |                                                               |                                                               |                                                               |                                                               |                                                               |                                                               |
| 02                                                                                     |                                                               | Iipumbu Shiimi                                                | 1970–                                                         | SWAPO                                                         | Geingob II Mbumba                                             | 2022                                                          | 2025                                                          |